# 北京猿人
北京猿人（学名：Homo erectus pekinensis）又称北京人、北京直立人、中国猿人北京种（Sinanthropus pekinensis），是生活在更新世，屬於已經滅絕的直立人的一支。其化石遗存于1927年，在中華民國北京西南的周口店龙骨山发现。关于其年代的争议较大，一般认为约在距今50万年前。而2009年英国《自然》期刊发表的应用26Al/10Be测年法的结果则把这一年代上推至68萬－80万年前。

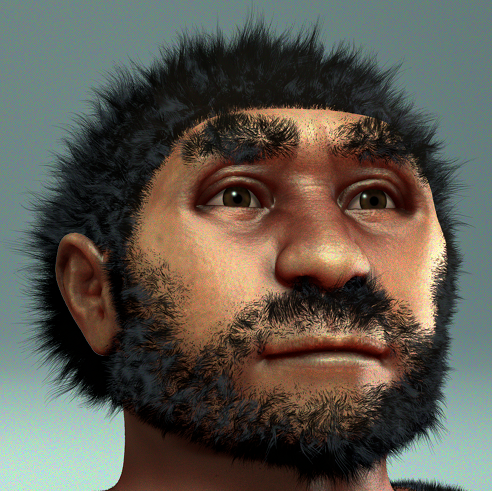
電腦復原圖

## 研究歷史

### 早期

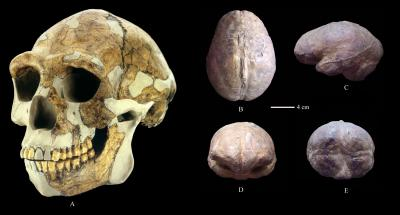
北京猿人脑部左右不对称

这處遺址是1921年8月由瑞典的地質學家安特生和奧地利的古生物學家奥托·师丹斯基發現的，1927年起進行挖掘。1929年12月2日，中國考古學者裴文中挖掘出第一个完整的頭盖骨，而在此時期所發掘出來的頭蓋骨卻在1941年時下落不明，成為歷史上的一個謎團。曾有人推測北京猿人頭骨在被美軍潛艇擊沉的阿波丸上，但至今尚未證實。而按照二战时期美国海军陆战队士兵理查德·鲍恩的回忆，1947年他在美军设在秦皇岛的霍尔康姆营地挖掩体时挖出了装在木板箱里的北京猿人头骨，當時士兵把木板箱当成了機槍垫，戰爭结束后，北京猿人頭盖骨可能又被埋在了原地。据说现存唯一真实化石是1966年頭頂部堆积层發现的一个北京猿人頭盖骨，但只展出过模型，而且在文革後再度消失于文獻之中。后来又发现了石制品、骨角制品。
當年参與挖掘的中方人员包括后来的院士贾兰坡先生，随着他的去世，一批當年挖掘的照片無人整理保管。

### 1940年代至今
周口店的挖掘工作從1941年停止，直到國共內戰結束和1949年毛澤東領導下的中華人民共和國成立。 實地工作發生在1949年、1951年、1958-1960年、1966年和1978-1981年。 考慮到挖掘隊對於細節的專注、小心與精確，甚至篩選出小至1厘米（0.39 英寸）長的無法識別的碎片，周口店的挖掘一般被認為或多或少是完整的。
每一塊骨頭、骨頭碎片或牙齒，無論多小，都會被撿起來放在一個籃子裡，每個技術人員都為此準備好了。一群技術人員始終齊心協力，幾乎每一塊泥土都會被仔細檢查。儘管如此，鬆散的泥土也會隨後被運送到一個特殊的地方並通過細篩。
— 魏敦瑞（Franz Weidenreich，解剖學及體質人類學學者，中國地質調查局新生代地質與環境研究室榮譽主任），1941年
在毛澤東時代，尤其是1950年和1951年，北京猿人在新政府領導下的中國民族認同重構中發揮了核心作用，特別是將社會主義意識形態與人類演化聯繫起來。北京猿人在各級教育機構教材、流行科學雜誌和文章、博物館以及在工作場所（包括工廠）中進行的講座中教授。這場運動主要是為了向大眾（包括那些沒有受過高等教育的人）介紹馬克思主義，並推翻普遍存在的迷信、傳統和創世神話。 儘管如此，由於科學家被迫適應共產主義框架，研究內的新發現受到了限制。 1960年，該實驗室改制為中國科學院下屬古脊椎動物與古人類研究所，由楊鍾健等共同領導。
1966年至1976年的文化大革命期間，包括科學家在內的所有知識分子都受到了大量整肅，其中包括被徵召從事體力勞動，作為“知識分子變成勞動者，勞動者變成知識分子”運動的一部分，這阻礙了研究。 儘管古人類學相關活動仍然能夠繼續下去，但隨著中國政府決心實現經濟獨立，該領域變得不那麼重要了，科普主題從人類進化轉向了與生產相關的問題。 隨著 1970 年後「革命」政策的放鬆，古人類學和學術界重新興起，特別是隨著 1978 年鄧小平的崛起（被譽為“科學的春天”）。周口店曾多次受到附近採礦作業或空氣污染酸雨的威脅，但後毛澤東時代的中國也見證了環保行動的萌芽。為此，聯合國教育、科學及文化組織於 1987 年宣布周口店北京人遺址為世界遺產。2002 年，該遺址的管理權被從中國科學院古脊椎動物與古人類研究所移交給北京市人民政府（後者擁有更多資源）。
周口店的考古成果在中國引起了強烈的古人類學興趣，截至2016年，中國全境已發現其他14個化石遺址：元謀、田東（位在田東縣）、建始（位在建始縣）、鄖縣、藍田、洛南、沂源、南召（位在南召縣）、南京、和縣（位在和縣），以及東至縣的華龍洞穴等。

## 体质特征
北京猿人四肢骨的大小、形状、比例和肌肉附着点（特别是上肢骨）基本上具有现代人的形式。北京猿人男性高约156厘米，女性约144厘米。
- 头盖骨特征：头顶部低平，前额后倾，眉嵴前突且左右相连，头盖骨最宽处在两耳门附近，骨壁厚度达9.7毫米，脑容量平均为1088毫升，这些特征多与猿类接近。
- 下颌骨特征：齿槽缘前倾，颏部后缩，但舌面有棘状突起，齿列齐平，这些特征又与人类较接近

## 生活
有些学者认为，当时已会制造骨角器。除狩猎外，可食的野果、嫩叶、块根，以及昆虫、鸟、蛙、蛇等小动物也是日常的食物来源。
在北京猿人住过的山洞裡有很厚的灰烬层，表明北京猿人已经会使用火和保存火种。但用火遗迹是原地形成还是从他处搬运而来，还存在争议。

### 社會
在毛澤東時代，共產主義意識形態在廣大民眾中的傳播勢在必行。著名的共產主義者弗里德里希·恩格斯 (Friedrich Engels) 在 1876 年提出的“勞動創造人類”的前景成為（當時）中國人類學界的核心，幾乎所有關於人類演化的討論都被包括在內—包括針對一般民眾的教育素材。恩格斯認為，直立行走而不是像其他猿類那樣四肢著地行走，解放了勞動的雙手，促進了所有人類特徵的進化，例如語言、合作，最重要的是促進了人類大腦容量的“完美”發展，說明“手不僅是勞動的器官，也是勞動的產物”。因此，勞動可以激發智力，這在考古記錄中是用石器發現的。
對於包括北京猿人在內的這些古代人類的社會，恩格爾1884年的《家庭、私有制和國家的起源》和他的原始共產主義概念成為主流。恩格斯主要基於美國民族學家路易斯·亨利·摩爾根 (Lewis H. Morgan) 1877 年出版的《古代社會》一書，詳細介紹了摩根對“原始”狩獵採集社會，即易洛魁人的研究。在毛澤東時代，北京猿人因此經常被描繪成在與自然的鬥爭中過著危險的生活，組織成簡單、和平的部落，以合作和友善的群體來覓食、狩獵和製造石器；一個無階級、無國籍和強大的社會，所有成員都為共同利益而努力。 至於性別角色，北京猿人社會最常被描述為“男性狩獵女性採集”（參看狩獵採集）。
石器，以及後來的弓箭，排除了人類單獨對抗自然力量和猛獸的可能性。為了採集森林的果實、捕魚、建造某種棲息地，如果人們不想死於飢餓、或成為猛獸或鄰近社會的犧牲品，他們就不得不共同工作。共同勞動導致了生產資料和生產成果的共同所有。這裡還不存在生產資料私有制的概念……這裡沒有剝削，沒有階級
—— 約瑟夫·斯大林，1976年
這些概念大多與毛主義意識形態兼容，但對科學家尤其是在解釋新發現時具有限制性。一個知名案例是一位師承解剖學家和人類學家阿瑟·基思的劉姓人類學家（姓名拼音作 Liú Xián），在 1950 年出版專著時稱人類祖先自樹上來到地面生活，是出於純粹的勇敢，而非為了學習勞動（唯意志論與唯物主義的立場對比），因此無法將其論述觀點與主流之「勞動創造人性」調和，也因而被許多同儕嘲弄。1956 年至 1957 年，更多科學界與主流（共產主義意識形態和政府立場）不同的觀點在「百花齊放、百家爭鳴」政策下被鼓勵提出。
在歐美等地區學界，重點通常放在智力而不是勞動上，尤其是在英國靈長類動物學家珍·古德 (Jane Goodall) 在 1960 年發現黑猩猩可以製造工具之後（即工具製造的勞動並非人類獨有）。 儘管如此，當時西方和東方對古代人類的流行解釋大相徑庭。 在中國，隨著西方研究和與毛澤東思想相矛盾的理論在中國各地的傳播，特別是在 1985 年之後，“勞動創造了人類”以及恩格爾修辭的影響在鄧小平崛起後減弱，儘管勞動仍被視為一種重要的適應。 這時，勞動的概念已經從單純的體力勞動擴展到腦力勞動；相反，美感被認為是一種獨特的人類特徵。
 

與其他史前人類種群一致，北京猿人的平均壽命相當短。在 38 人的樣本中，15 人在 14 歲以下（39.5%）死亡，3 人在 30 歲左右（7%）死亡，3 人在 40 至 50 歲之間（7%）死亡，1 人在 50 至 60 歲之間死亡(2.6%)。其餘 16 個人 (43%) 的年齡無法確定。

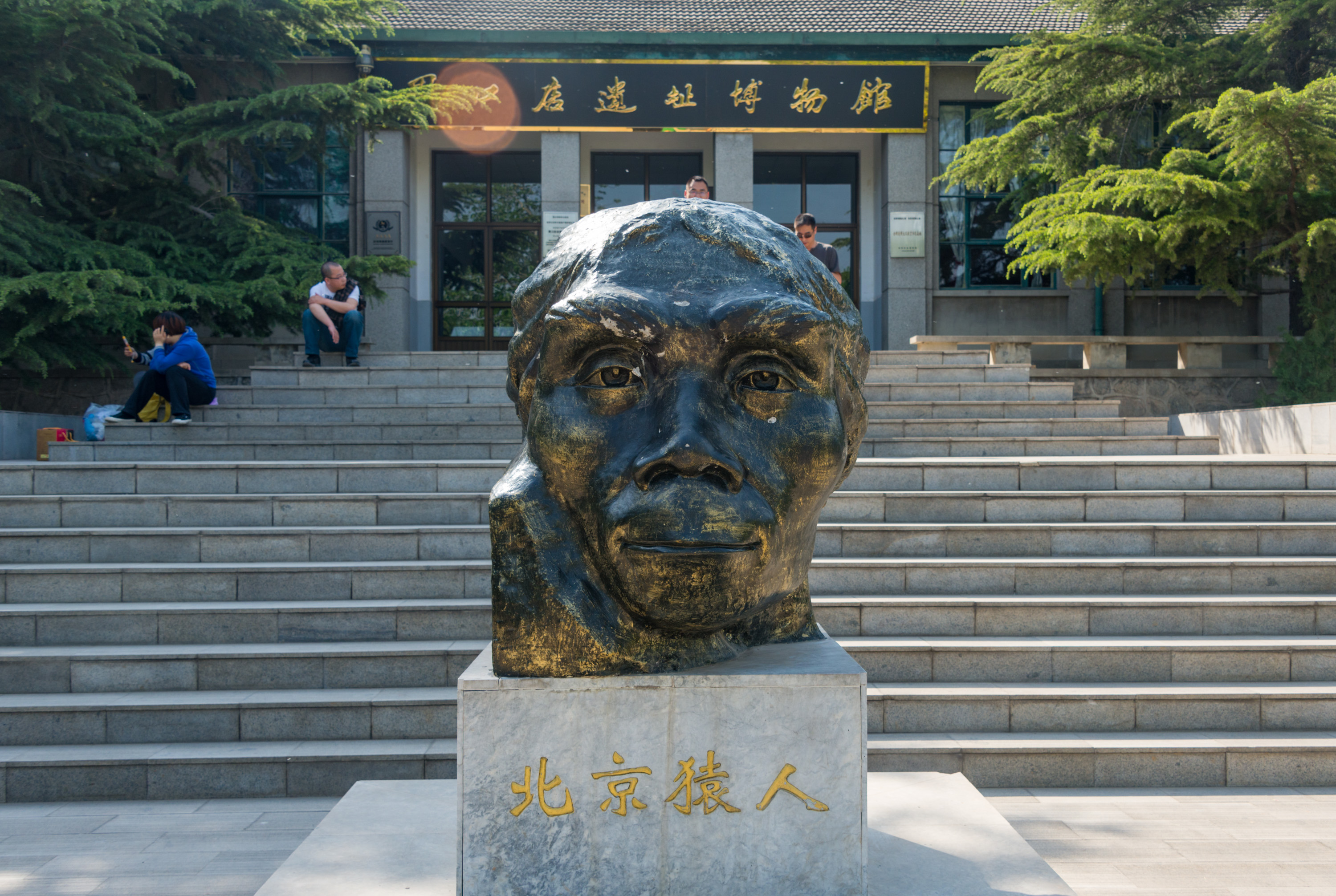
周口店北京人遺址，中間爲北京人复原像。
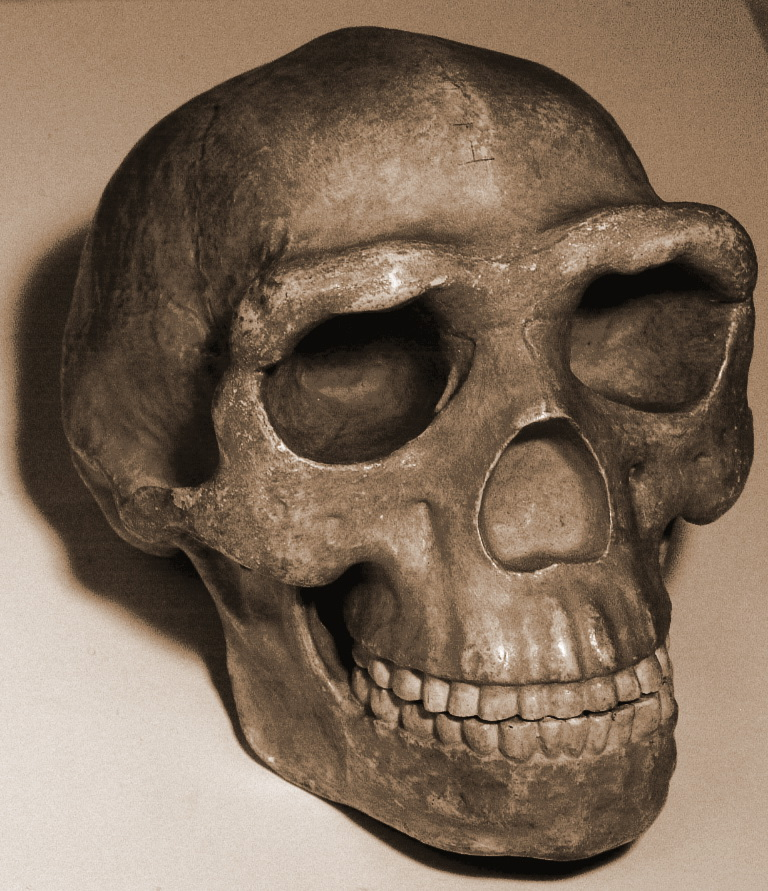
北京人頭骨

## 與現代中国人的关系
许多人之所以接受古人类起源于非洲的说法，是因为人们在那里发现了400多万年前以及150万年到300万年前能直立行走的人类化石。50多年来，中国考古学家先后在云南元谋、陕西蓝田、安徽和县等地发现了60多处古人类化石地点以及千餘处旧石器时代文化遗址。 中国考古学家认为，从以北京人为代表的直立人到现代中国人，中间没有间断，是河网状不断推进附带少量杂交而来的。因此中国的现代人类起源于本土的早期智人。中科院院士吴新智之说。
近年兴起的分子人类学对此提出了挑战。根据1980年代出现的“单一地区起源说”，现代人约于20-10万年前在非洲东部出现，并至少于6萬年前进入东亚。这一理论主要基于对现代人群线粒体DNA和Y染色体的分析。美国德克薩斯大學休士頓醫學中心人类遗传学中心的科学家，中国科学院院士、复旦大学副校长金力博士与中国一些科研单位合作研究后也撰文指出，目前的基因证据并不支持现代中国人有独立起源的说法。他们认为，在10万年前至4万年前之间的东亚地区，事实上存在一个化石“断档”期，即这一阶段的人类遗址非常少见。6万到4万年前源于非洲的现代人到达现在中国南部，并逐渐取代了亚洲大地上的古人，比如北京猿人的後代。尽管关于现代人进入东亚的路径尚有较大争议，大部分遗传学家已经接受这一观点。
中國社會科學院考古學家王巍在2019年發表論文《新中国考古学70年发展与成就》，總結中華人民共和國建國以來七十年的考古學發展，認為由這些考古學證據，證明了北京猿人確是中國人的祖先，中國人是在中國本地演化出來的。元謀人，藍田人與北京人等古人類皆為中國人先祖，證明中國人是在中國本地連續進化而來。
 然而在考古学界，仍不乏持反对意见者。其论争主要集中在少量遗传物质的可靠性、中国化石遗存的延续性以及两种异源人类之间混合的可能性上。中科院院士、中科院古脊椎动物与古人类研究所吴新智研究员表示，与基因证明相比化石证据更重要，因为它们更直接。法国古生物学家伊夫·科庞也认为，现阶段化石比基因证据更能说明问题。他认为亚洲的现代人与亚洲的古人类之间确实存在连续演化关系，在中国看到的各时期亚洲人化石有一系列共同特征。“很难相信我们现代人都是起源于非洲的”。

## “北京人”头盖骨失踪
1937年卢沟桥事变之后，中日战争爆发。在周口店的挖掘工作被迫中断，但研究人员还可在设在北平协和医院的新生代研究室对化石进行整理研究。到1941年日美关系日趋紧张。在当时被日军占领的北平，日军开始占领中立国美国驻北平的一些机构。存放和保管北京猿人头盖骨化石的北平协和医院虽属美国财产，但看来也难以幸免。在这种情况下，新生代研究室决定为北京猿人化石找一个更为安全的存放地点。
当时有三种处理方案。第一，把化石运往抗战的后方重庆，但在战争环境下，长途运送安全难以保证；第二，在北平就地掩埋，但在沦陷区安全同样无法保证；第三，运往美国保存。从当时的情况看，第三种处理方案是最好的选择。
据古人类学家胡承志回忆，由于在合作挖掘化石时中美签的合同规定，在周口店发掘的所有化石都是中国财产，禁止运送出境。所以当时美国公使馆的人拒绝接收。后经国民政府协调，远在重庆的美国驻华大使同意并授权，驻北平的美国公使馆才接收这批珍贵的古人类化石，并准备将其安全运往美国保存。
1941年12月5日凌晨，一列美国海军陆战队专列驶出北平，据说车上装有北京猿人头盖骨化石。按计划列车到秦皇岛后，化石运到“哈利逊总统”号轮船，然后运往美国。此次托运的负责人是即将离华赴美的海军陆战队退伍军医弗利，两箱化石就是被混装在他的27箱行李中被送上火车的。弗利说：这件事在当时相当秘密。在秦皇岛，弗利的助手戴维斯负责接收这批特殊的行李。戴维斯说：我去取了那些行李，有27箱，我把它们都放在了我的房间里。弗利等待着第二天坐“哈里逊总统”号回国。然而第二天，也就是1941年12月8日，日本偷袭珍珠港，美国对日宣战，太平洋战争爆发了。日军迅速占领了美国在华的机构，美海军陆战队在秦皇岛的兵营也被日军侵占，弗利和戴维斯成了俘虏。在天津的战俘营中，弗利他们陆续收到从秦皇岛兵营运送来的行李，但北京猿人头盖骨已不见踪迹。